# ری انرایت
ری انرایت (انگلیسی: Ray Enright؛ ۲۵ مارس ۱۸۹۶ – ۳ آوریل ۱۹۶۵) یک کارگردان فیلم اهل ایالات متحده آمریکا بود.

## گزیدهٔ آثار
- البوکرکی
- مونتانا (فیلم ۱۹۵۰)
- پُر مشغله